# Mark 43 (торпеда)
Mark 43 — американская 324/254-мм лёгкая противолодочная авиационная торпеда. Выпускалась в двух значительно отличавшихся друг от друга модификациях, разработанных двумя проектными группами на конкурентной основе.
324-мм торпеда Mk 43 Mod 0 разработана и производилась компанией General Electric Co., Pittsfield, Mass. Произведена в количестве 500 единиц для тестовых целей.
254-мм торпеды Mk 43 Mod 1, 3 разработаны в первые послевоенные годы компанией Brush Development Co., Cleveland, Ohio и Испытательной станцией военно-морского оружия Naval Ordnance Test Station, Pasadena, Calif. Торпеда легко адаптировалась для стандартного бомбового отсек или внешней подвески и не требовала специального противолодочного самолёта. Эта модификация была выбрана для промышленного производства, и в период 1951—1959 годы Brush Electronics Co., Cleveland, Ohio, and the Naval Ordnance Plant, Forest Park, Ill. произвели около 5000 этих торпед.
Торпеды Mk 43 были сняты с вооружения в конце 1950-х годов и были заменены торпедами Mk 44.